# Nazionale militare di calcio dell'Italia
La nazionale militare di calcio dell'Italia è la rappresentativa calcistica militare dell'Italia sotto la giurisdizione del Ministero della difesa e della Federazione Italiana Giuoco Calcio.
Nata nel 1950, e benché formalmente esistente, essa è inattiva dal 2005, anno della sua ultima partecipazione ai campionati mondiali militari.

## Storia

La nazionale militare che vinse il titolo mondiale nel 1987

La nazionale militare si compone di calciatori che, al tempo della selezione, sono inquadrati nelle forze armate del Paese.
Benché formalmente aperta a militari di qualsiasi stato giuridico e grado, in passato divenne di fatto la squadra dei giocatori professionisti che, stante la legislazione dell'epoca, dovevano obbligatoriamente sottoporsi alla coscrizione di leva: per tale motivo essa ebbe la possibilità di schierare numerosi giocatori all'epoca del servizio militare già affermati nei club professionistici del Paese e, di conseguenza, rivelarsi estremamente competitiva, tanto da conquistare 8 titoli mondiali di categoria tra il 1950 e il 1991.
La squadra vide all'opera professionisti di chiara fama quali per esempio Claudio Ambu, Pietro Paolo Virdis o Antonio Di Gennaro convocati per il mondiale militare del 1979, Gianluca Vialli, Amedeo Carboni e Ciro Ferrara al vittorioso mondiale del 1987, o ancora Marco Delvecchio, Alessandro Del Piero e Alessio Scarchilli all'edizione del 1995.
Con l'abolizione della leva obbligatoria in Italia, la nazionale non è più stata schierata.

## Commissari tecnici
- Giancarlo De Sisti (1991)

## Palmarès

Arezzo, 1987. I giocatori dell'Italia militare – si riconoscono, da sinistra: Vialli, Pellegrini, Calattini, Brambati, Ferrara e Baldieri – festeggiano la vittoria ai mondiali militari.

- Campionati mondiali militari di calcio: 8[3]

1950, 1951, 1956, 1959, 1973, 1987, 1989, 1991

### Altri piazzamenti
- Campionati mondiali militari di calcio:

Finale: 1955, 1972, 1979, 1997
Terzo posto: 1957, 1977, 2003